# Lancer du javelot masculin aux Jeux olympiques d'été de 1948
Navigation
Berlin 1936 Helsinki 1952
L'épreuve du lancer du javelot masculin aux Jeux olympiques de 1948 s'est déroulée le 4 août 1948 au Stade de Wembley de Londres, au Royaume-Uni.  Elle est remportée par le Finlandais Tapio Rautavaara.

## Résultats

### Finale
| Rang               | Athlète           | Pays            | Essais | Essais | Essais | Essais | Essais | Essais | Marque | Notes |
| Rang               | Athlète           | Pays            | 1      | 2      | 3      | 4      | 5      | 6      | Marque | Notes |
| ------------------ | ----------------- | --------------- | ------ | ------ | ------ | ------ | ------ | ------ | ------ | ----- |
| Médaille d'or      | Tapio Rautavaara  | Finlande        | 69.77  | x      | 57.59  | 59.43  | 61.86  | 58.95  | 69.77  |       |
| Médaille d'argent  | Steve Seymour     | États-Unis      | x      | 62.37  | 67.56  | 61.72  | 63.58  | 61.00  | 67.56  |       |
| Médaille de bronze | József Várszegi   | Hongrie         | 67.03  | 58.14  | 60.29  | 57.53  | 59.71  | 58.35  | 67.03  |       |
| 4                  | Pauli Vesterinen  | Finlande        | 65.44  | 60.96  | 63.01  | 61.76  | 65.89  | 65.79  | 65.89  |       |
| 5                  | Odd Mæhlum        | Norvège         | 65.32  | 62.00  | 61.67  | 59.23  | 60.59  | 59.33  | 65.32  |       |
| 6                  | Martin Biles      | États-Unis      | 58.70  | 65.09  | 65.17  | 59.09  | 64.10  | 65.17  | 65.17  |       |
| 7                  | Mirko Vujačić     | Yougoslavie     |        |        |        |        |        |        | 64.89  |       |
| 8                  | Bob Likins        | États-Unis      |        |        |        |        |        |        | 64.51  |       |
| 9                  | Gunnar Petersson  | Suède           |        |        |        |        |        |        | 62.80  |       |
| 10                 | Per-Arne Berglund | Suède           |        |        |        |        |        |        | 62.62  |       |
| 11                 | Lumír Kiesewetter | Tchécoslovaquie |        |        |        |        |        |        | 60.25  |       |
| 12                 | Soini Nikkinen    | Finlande        |        |        |        |        |        |        | 58.05  |       |